# Trận Grunwald
Lỗi Lua trong Mô_đun:Location_map tại dòng 481: Giá trị tọa độ dạng sai.
Trận Grunwald, Trận Žalgiris hay Trận đầu Tannenberg diễn ra ngày 15 tháng 7 năm 1410 trong Chiến tranh Ba Lan–Litva–Teuton. Liên minh của Vương quốc Ba Lan và Đại công quốc Lietuva, do Vua Władysław II Jagiełło (Jogaila) và Công tước Vytautas trị vì, đã quyết định đánh bại các Hiệp sĩ Teuton của Đức-Phổ do Trưởng sư Ulrich von Jungingen đứng đầu. Phần lớn chỉ huy của các Hiệp sĩ Teuton đều bị giết hoặc bị bắt làm tù binh. Mặc dù thua trận nhưng các Hiệp sĩ Teuton vẫn giữ được pháo đài của họ ở Marienburg (Malbork) và chịu rất ít tổn thất về lãnh thổ trong Hoà ước Thorn (1411) (Toruń), cùng với việc tiếp tục tranh chấp lãnh thổ khác cho đến khi có Hoà ước Melno năm 1422. Tuy vậy, các hiệp sĩ không bao giờ có thể phục hồi quyền lực cũ của mình được nữa, gánh nặng tài chính của việc bồi thường chiến tranh đã gây ra các mâu thuẫn nội bộ và suy thoái kinh tế trên những vùng đất mà họ kiểm soát. Trận chiến làm dịch chuyển cán cân quyền lực ở Trung và Đông Âu, và đánh dấu sự trỗi dậy của liên minh Ba Lan - Litva như một lực lượng chính trị và quân sự thống trị trong khu vực.
Trận chiến là một trong những trận đánh lớn nhất Châu Âu thời trung cổ và được xem là một trong những chiến thắng quan trọng trong lịch sử của Ba Lan và Litva, đồng thời cũng được tổ chức kỷ niệm trọng thể tại Belarus. Trận chiến Grunwald được dùng như là một nguồn cảm hứng về truyền thuyết lãng mạn và tự hào dân tộc, trở thành một biểu tượng cao hơn của cuộc đấu tranh chống những kẻ xâm lược ngoại quốc. Suốt thế kỷ 20, trận chiến được sử dụng trong các chiến dịch tuyên truyền của Đức quốc xã và Xô Viết. Chỉ trong những thập kỷ gần đây, các nhà sử học đã có những bất đồng, chuyển hướng sang các đánh giá học thuật về trận chiến, đối chiếu các bài thường thuật khi thấy có sự khác nhau giữa các quốc gia. Trận chiến được coi là một chiến thắng của Ba Lan-Litva đối với Hiệp sĩ Teuton.

## Tên gọi và nguồn tài liệu

### Tên gọi

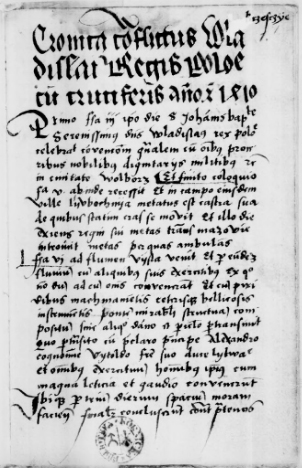
Nguồn tài liệu quan trọng nhất về trận chiến là Cronica conflictus...

Trận chiến diễn ra trên lãnh thổ của Nhà nước Hiệp sĩ Teuton, trên đồng bằng nằm giữa ba làng: Grünfelde (Grunwald) về phía Tây, Tannenberg (Stębark) phía đông bắc và Ludwigsdorf (Łodwigowo, Ludwikowice) về phía nam. Władysław II Jagiełło gọi nơi đó bằng tiếng Latinh là in loco conflictus nostri, quem cum Cruciferis de Prusia habuimus, dicto Grunenvelt. Sau này những người chép biên niên sử Ba Lan diễn giải từ Grunenvelt thành Grünwald, nghĩa là"rừng xanh"trong tiếng Đức. Phía Litva cũng theo đó và dịch tên gọi thành Žalgiris. Người Đức đặt tên cho trận chiến sau tên Tannenberg ("đồi thông"trong tiếng Đức). Do đó có ba tên gọi phổ biến để nói về trận chiến: tiếng Đức: Schlacht bei Tannenberg, tiếng Ba Lan: bitwa pod Grunwaldem, tiếng Litva: Žalgirio mūšis. Tên gọi của trận chiến trong ngôn ngữ của các dân tộc có liên quan khác, gồm có tiếng Belarus: Бітва пад Грунвальдам, tiếng Ukraina: Грюнвальдська битва, tiếng Nga: Грюнвальдская битва, tiếng Séc: Bitva u Grunvaldu, tiếng Romania: Bătălia de la Grünwald.

### Các nguồn tài liệu
Có rất nhiều nguồn hiện đại và đáng tin về trận chiến, và phần lớn từ nguồn tài liệu tiếng Ba Lan. Nguồn tài liệu quan trọng và đáng tin cậy nhất là Cronica conflictus Wladislai regis Poloniae cum Cruciferis anno Christi 1410, được viết trong cùng năm với trận chiến bởi một nhân chứng. Nguồn gốc tác giả chưa được chắc chắn nhưng một vài người đã được đề nghị: phó thủ tướng Ba Lan Mikołaj Trąba và thư ký của nhà vua Władysław II Jagiełło là ông Zbigniew Oleśnicki. Trong khi bản chính Cronica conflictus đã không còn tồn tại thì một bản tóm tắt từ thế kỷ 16 vẫn còn được bảo tồn. Một tài liệu quan trọng khác là Historiae Polonicae của nhà sử học Ba Lan Jan Długosz (1415–1480). Đây là văn bản chỉ tiết và toàn diện được viết ở thời điểm vài thập niên sau trận chiến. Tính tin cậy của nguồn này không chỉ bị ảnh hưởng bởi khoảng cách dài giữa các sự kiện và biên niên, mà còn bởi việc Długosz bị cáo buộc thiên vị chống lại phía Litva. Banderia Prutenorum là bản viết tay giữa thế kỷ 15 với các hình ảnh và mô tả bằng tiếng La-tinh về những lá cờ của các hiệp sĩ Teuton bị bắt trong trận chiến và được treo ở nhà thờ trong Lâu đài Wawel và Nhà thờ Vilnius. Các nguồn tiếng Ba Lan khác gồm có hai lá thư do Władysław II Jagiełło viết gửi vợ là Anne nhà Cilli và gửi Giám mục Poznan là Wojciech Jastrzębiec, và các lá thư của Jastrzębiec gửi những người Ba Lan ở Tòa thánh. Các nguồn tiếng Đức bao gồm một đoạn súc tích trong biên niên sử của Johann von Posilge. Một lá thư nặc danh được phát hiện gần đây được viết đoạn giữa năm 1411 và 1413, cung cấp những chi tiết quan trọng về việc điều động của phía Litva.

## Diễn biến của trận đánh

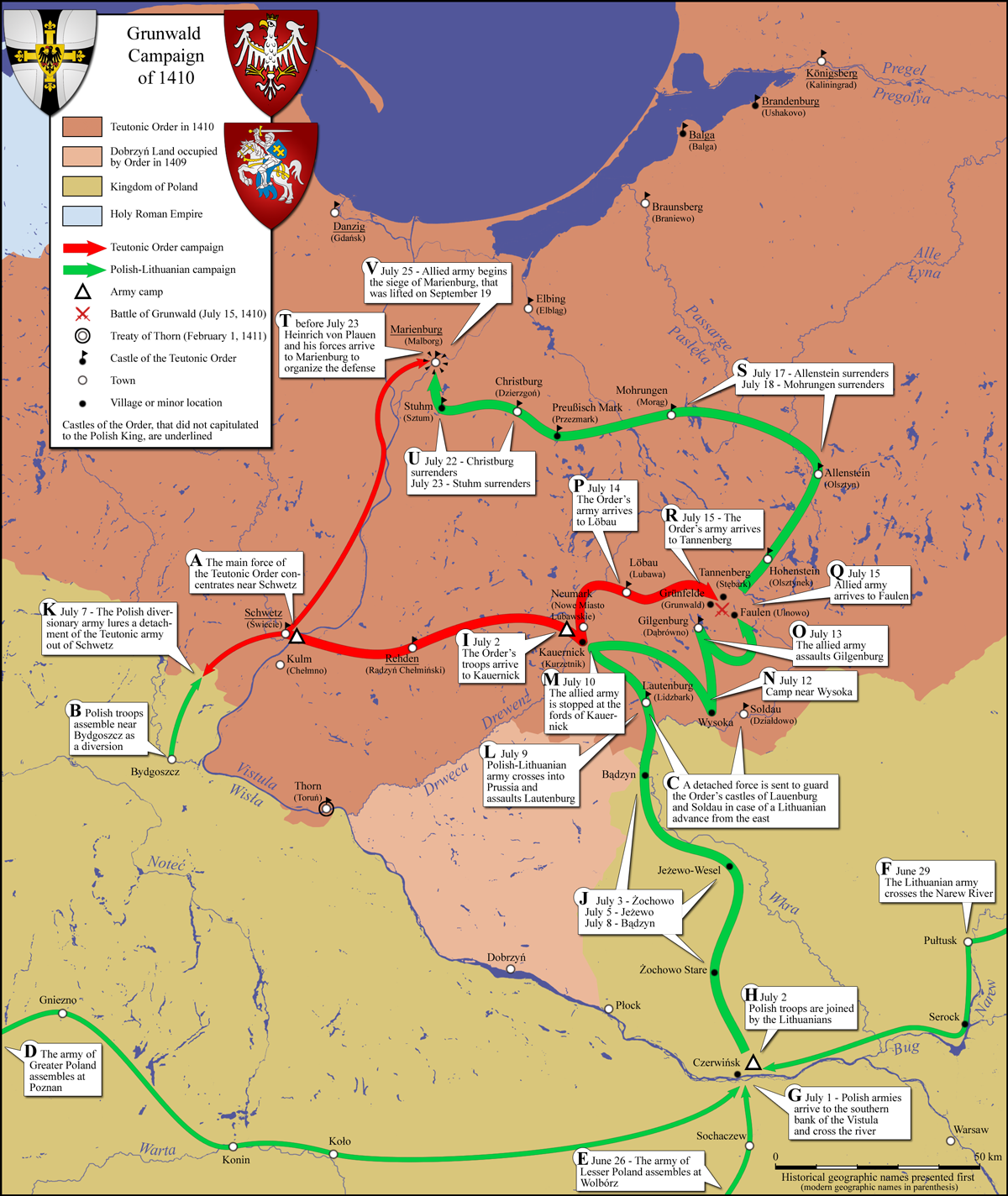
Bản đồ các di chuyển quân sự trong chiến dịch Grunwald

### Hành quân vào Phổ
Giai đoạn đầu tiên của chiến dịch Grunwald là tập hợp toàn bộ quân Ba Lan-Litva tại Czerwinsk, một điểm hẹn được chỉ định cách 80 km (50 dặm) từ phía biên giới Phổ - nơi quân đội chung của hai bên vượt sông Vistula bằng cầu phao. Việc điều quân này đòi hỏi sự phối hợp chính xác và tập trung cao độ giữa các lực lượng đa sắc tộc đã hoàn thành trong khoảng một tuần, từ ngày 24 đến 30 tháng 6 năm 1410. Lính Ba Lan từ Greater Poland hội quân ở Poznań, và những người từ vùng Lesser Poland gặp nhau ở Wolbórz. Ngày 24 tháng 6 năm 1410, Władysław II Jagiełło và lính đánh thuê của Czech cũng đã đến Wolbórz. Ba ngày sau đó, quân đội Ba Lan cũng đã có mặt tại điểm hẹn. Quân đội Litva hành quân rời Vilnius vào ngày 3/6 và gia nhập các trung đoàn ở Hrodna. Họ đến Czerwinsk cùng ngày với những người Ba Lan vượt sông. Sau khi qua sông, các đội quân Masovia dưới sự chỉ huy của Siemowit IV và Janusz I đã cùng nhập chung với quân đội Ba Lan–Litva. Ngày 3 tháng 7, lực lượng khổng lồ này bắt đầu hành quân về phía bắc tiến về Marienburg (Malbork), thủ đô nước Phổ. Họ vượt qua biên giới Phổ vào ngày 9 tháng 7.
Việc vượt sông vẫn được giữ kín cho đến khi công sứ Hungary, người cố gắng đàm phán hòa bình, thông báo điều này cho Trưởng sư. Ngay khi Ulrich von Jungingen biết được ý định của phía Ba Lan–Litva, ông ấy đã để lại 3.000 quân tại Schwetz (Świecie) dưới trướng Heinrich von Plauen  và điều lực lượng chính nhằm tổ chức một tuyến phòng thủ trên Sông Drewenz (Drwęca) gần Kauernik (Kurzętnik). Việc vượt sông được củng cố bằng hàng rào cọc  Ngày 11 tháng 7, sau khi họp với hội đồng chiến tranh gồm tám thành viên của mình, Władysław II Jagiełło đã quyết định không vượt sông tại một vị trí phòng thủ mạnh như vậy. Thay vào đó, quân đội sẽ vượt sông bằng cách chuyển về hướng đông, phía nguồn, nơi không có con sông lớn nào chia tách quân đội của ông khỏi Marienburg. Hành quân được tiếp tục tiến về phía đông theo hướng Soldau (Działdowo), mặc dù không đưa ra dự định chiếm thị trấn.[51] Quân đội Teuton đi theo phía bắc Sông Drewenz, vượt sông ở gần Löbau (Lubawa) và sau đó di chuyển về phía đông song song với quân đội Ba Lan - Litva. Theo tuyên truyền của Hội thì sau đó sẽ cướp phá làng Gilgenburg (Dąbrówno). Sau này, trong những lời chứng tự phục vụ của những người sống sót trước Giáo hoàng, Hội xác nhận rằng Von Jungingen đã quá tức giận vì những tội ác bị cáo buộc rằng ông đã thề sẽ đánh bại quân xâm lược trong trận chiến.

### Chuẩn bị cho trận đánh

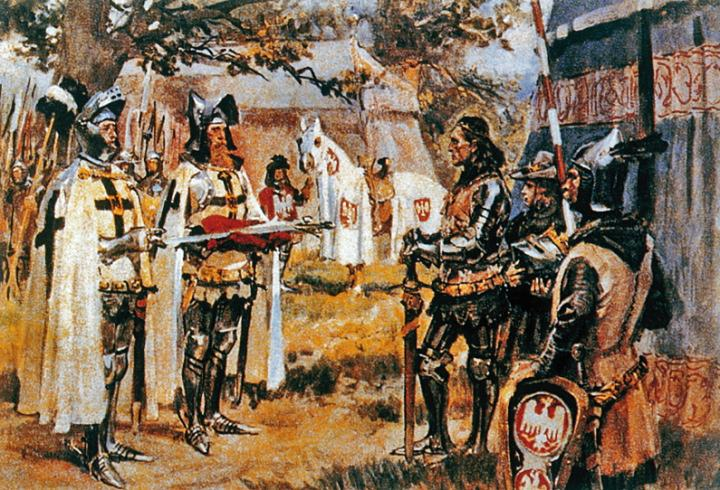
Các hiệp sĩ Teuton trình các Thanh kiếm Grunwald lên Vua Władysław II Jagiełło (tranh của Wojciech Kossak)

Sáng sớm ngày 15 tháng 7 năm 1410, cả hai đội quân gặp nhau tại một khu vực khoảng 4 km2 (1,5 dặm vuông Anh) ở giữa làng Grunwald, Tannenberg (Stębark) và Ludwigsdorf (Łodwigowo). Các đội quân tạo thành các tuyến đối kháng dọc theo trục đông bắc – tây nam. Quân đội Ba Lan – Litva được bố trí phía trước và phía đông của Ludwigsdorf và Tannenberg. Kỵ binh hạng nặng của Ba Lan được xếp ở sườn trái, kỵ binh hạng nhẹ của Litva ở sườn phải và lính đánh thuê khác dàn quân ở giữa. Quân được tổ chức thành ba hàng với khoảng 20 người, tạo thành hình nêm. Lực lượng của các hiệp sĩ Tetuton tập trung kỵ binh hạng nặng ưu tú của họ, do Trưởng sư Frederic von Wallenrode chỉ huy để chống lại quân Litva. Các Hiệp sĩ – những người đầu tiên tổ chức quân của mình cho trận đánh, hy vọng kích động người Ba Lan hay Litva tấn công trước. Quân đội của các hiệp sĩ mặc áo giáp nặng, phải đứng dưới ánh mặt trời thiêu đốt trong nhiều giờ để chờ đợi một cuộc tấn công. Một nhà biên niên sử cho rằng họ đã đào các hố để quân tấn công sẽ bị rơi vào đó. Họ cũng cố gắng sử dụng pháo binh dã chiến, nhưng một cơn mưa nhẹ đã làm ẩm bột của họ và chỉ có hai phát súng được khai hỏa. Khi Władysław II Jagiełło trì hoãn, Trưởng sư đã gửi sứ giả với hai thanh kiếm để"hỗ trợ Władysław II Jagiełło và Vytautas trong trận chiến". Những thanh kiếm mang ý nghĩa như một sự xúc phạm và khiêu khích. Được biết đến với tên gọi"Những thanh kiếm Grunwald", chúng trở thành các biểu tượng quốc gia của Ba Lan.

### Mở màn trận đánh: Quân Litva tấn công và rút lui

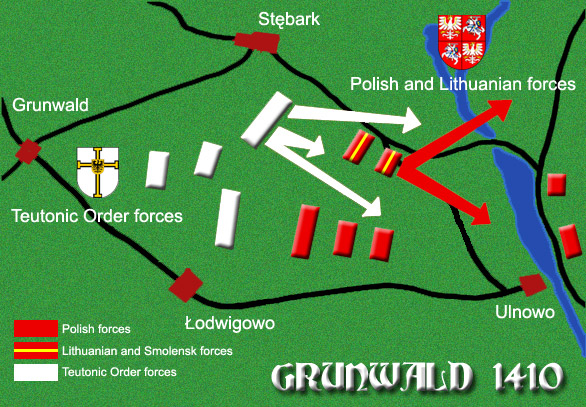
Hướng lui quân của kỵ binh nhẹ Litva
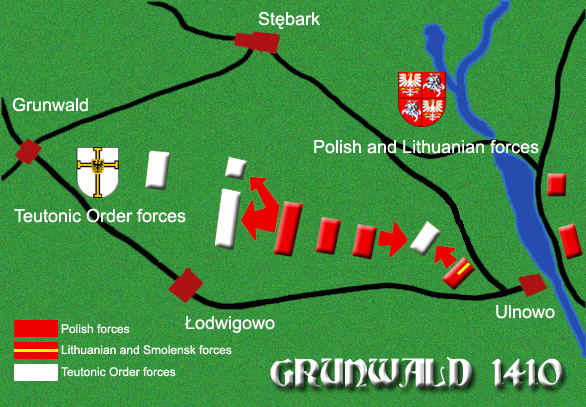
Hướng tấn công của cánh phải quân Ba Lan – Litva
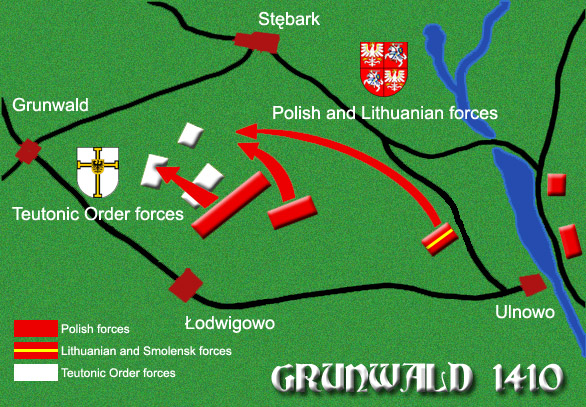
Hướng đột phá của kỵ binh hạng nặng Ba Lan

Vytautas, được hỗ trợ bởi các cờ hiệu Ba Lan, đã bắt đầu một cuộc tấn công phía sườn trái của lực lượng Teuton. Sau hơn một giờ giao tranh dữ dội, kỵ binh hạng nhẹ của Litva bắt đầu rút toàn bộ quân. Jan Długosz mô tả bước triển khai này như là một bước tiêu diệt hoàn toàn của toàn bộ quân đội Litva. Theo Długosz, các Hiệp sĩ tưởng rằng chiến thắng đã thuộc về họ nên đã phá vỡ đội hình để truy đuổi những người Litva đang rút lui tán loạn, thu thập các chiến lợi phẩm trước khi quay lại đối mặt với lính Ba Lan. Długosz đã không đề cập đến phía Litva – những người sau đó quay trở lại chiến trường, vì vậy đã mô tả trận chiến như là chiến thắng chỉ của phía Ba Lan. Quan điểm này mâu thuẫn với Cronica conflictus và không được các nhà sử học hiện đại thừa nhận.
Bắt đầu bằng bài viết của Vaclaw Lastowski năm 1909, họ cho rằng việc rút lui là một hành động điều quân theo kế hoạch được mượn từ Golden Horde. Một cuộc rút lui giả mạo đã được dùng trong Trận sông Vorskla (1399), khi quân đội Litva chịu một thất bại nặng nề và Vytautas may mắn thoát chết. Lý thuyết này được chấp nhận rộng rãi hơn sau khi được phát hiện trong một lá thư tiếng Đức và công bố năm 1963 bởi nhà sử học người Thụy Điển Sven Ekdahl. Được viết sau trận đánh vài năm, lá thư cảnh báo tân Trưởng sư để ý đến việc lui quân giả mạo như đã được dùng trong trận Đại chiến. Stephen Turnbull khẳng định rằng chiến thuật rút lui của quân Litva không hoàn toàn phù hợp với công thức của một cuộc rút lui giả mạo; đợt lui quân này thường được dàn dựng bởi một hoặc hai đơn vị (trái ngược với gần như toàn bộ quân đội) và nhanh chóng theo sau bởi một cuộc phản công (trong khi quân Litva quay trở lại trận đánh muộn).

### Tiếp tục trận đánh: cuộc chiến Ba Lan – Teuton

Các cờ hiệu của Vương quốc Ba Lan và Vùng Lwó trong suốt trận đánh

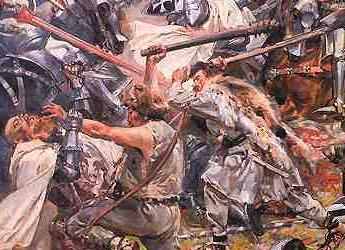
Quân Tartar Hồi giáo chiến đấu với một Hiệp sĩ Teuton (chi tiết từ tranh của Wojciech Kossak)

Trong khi quân Litva đang rút lui, giao tranh ác liệt vẫn nổ ra giữa lực lượng Ba Lan và Teuton. Dưới sự chỉ huy của Chỉ huy trưởng (Grand Komtur) Kuno von Lichtenstein, lực lượng Hiệp sĩ Teuton tập trung đánh vào sườn phải của quân Ba Lan. Sáu đạo quân của von Walenrode đã không đuổi theo quân Litva đang rút lui mà thay vào đó là tấn công vào sườn phía phải. Một mục tiêu đặc biệt có giá trị là đội quân hoàng gia của Kraków. Dường như các hiệp sĩ Teuton đã chiếm được thế thượn phong, và tại một thời điểm, người mang tiêu chuẩn hoàng gia là Marcin of Wrocimowice đã đánh mất cờ hiệu của Kraków. Tuy nhiên, cờ hiệu được sớm lấy lại và giao chiến lại tiếp tục. Władysław II Jagiełło triển khai tiềm lực của mình — hàng thứ hai của quân đội. Sau đó Trưởng sư Ulrich von Jungingen đích thân dẫn 16 biểu ngữ, gần một phần ba sức mạnh ban đầu của quân Teuton tiến đến sườn quân Ba Lan, và Władysław II Jagiełło đã dàn lớp quân dự phòng của mình – hàng thứ ba của quân đội. Cuộc hỗn chiến được lệnh từ phía Ba Lan và một Hiệp sĩ, được xác định là Lupold hoặc Diepold của Kökeritz chịu trách nhiệm đấu trực tiếp với Vua Władysław II Jagiełło. Thư ký của Władysław là Zbigniew Oleśnicki đã cứu được vua nên đã giành được ưu ái của hoàng gia và trở thành một trong những người có ảnh hưởng nhất ở Ba Lan.

### Kết thúc trận đánh: Các hiệp sĩ Teuton bị đánh bại
Vào thời điểm đó, những người Litva được tổ chức lại và quay trở lại tấn công von Jungingen từ phía sau. Lực lượng Teuton sau đó trở nên đông hơn bởi số lượng lớn các hiệp sĩ Ba Lan và kỵ binh Litva tiến quân. Vì von Jungingen chủ định chọc thủng các hàng quân Litva nên ông ta đã bị giết chết. Theo Cronica conflictus, Dobiesław of Oleśnica đã đâm cây thương xuyên qua cổ của Trưởng sư, trong khi Długosz lại nêu rằng Mszczuj of Skrzynno là kẻ giết người. Bị bao vây và không có lãnh đạo, các Hiệp sĩ Teuton bắt đầu rút lui. Một phần các đạo quân của họ đã rút lui về phía lán trại. Động thái này phản tác dụng khi những người hỗ trợ ở trại quay lưng lại với chủ của họ và tham gia vào cuộc săn lùng. Các hiệp sĩ định dựng một công sự bằng xe ngựa: Trại được bao quanh bởi các xe ngựa phục vụ cho một công sự ứng biến. Tuy nhiên, phòng thủ sớm bị phá vỡ và trại bị tàn phá. Theo Cronica conflictus, số Hiệp sĩ hy sinh ở đây nhiều hơn cả trên chiến trường. Trận đánh kéo dài trong khoảng mười tiếng.
Các Hiệp sĩ Teuton quy kết cho việc thất bại một phần là do tội phản quốc của Nikolaus von Renys (Mikołaj of Ryńsk), chỉ huy của cờ hiệu Culm (Chełmno), và ông ấy đã bị chém đầu mà không cần xét xử. Ông ấy là người sáng lập và lãnh đạo của Liên minh Lizard, một nhóm các Hiệp sĩ ủng hộ Ba Lan. Theo các Hiệp sĩ, von Renys đã hạ cờ hiệu – điều được xem là một tín hiệu đầu hàng và dẫn đến việc rút lui trong hỗn loạn. Truyền thuyết rằng các Hiệp sĩ bị"đâm sau lưng"đã lặp lại trong huyền thoại sau Chiến tranh Thế giới thứ nhất và việc chép sử về trận chiến trước khi bị Đức chiếm đóng cho đến năm 1945.